# Divisione fanteria "Cremona"
La Brigata motorizzata "Cremona" è stata una delle grandi unità dell'Esercito italiano. Fondata nel 1859, attraversò tutta la storia del Regno d'Italia. Nel 1975 fu ristrutturata e inserita nel 3º corpo d'armata di Milano, con comando generale a Torino. L'unità era schierata con tutti i suoi reparti in Piemonte e, nel periodo della guerra fredda, in caso di un ipotetico conflitto con il patto di Varsavia aveva il compito di proteggere le zone industriali di Torino e del Piemonte. Fu sciolta nel 1996 a seguito dell'emanazione del nuovo modello di difesa delle forze armate italiane dovuto allo scioglimento del patto di Varsavia.

## Storia

### Le origini
Le origini della brigata "Cremona" risalgono al 1859 allorché, in occasione dell'annessione della Lombardia al Regno Sardo, viene decretata la costituzione di sei nuove brigate. Il 29 agosto di quell'anno, con Decreto Reale vengono ricostituiti i quattro reggimenti, sciolti nel 1849 (19º, 20º, 21º, 22º) e le unità ordinate in brigata, secondo le tradizioni dell'Esercito piemontese, assunsero i nomi di due città italiane, con il 19° e il 20º che andarono a costituire la Brigata "Brescia" mentre il 21º e 22º reggimento fanteria costituirono la brigata "Cremona", in onore della città di Cremona che il 19 marzo 1849 aveva dimostrato il suo anelito alla libertà insorgendo in armi contro gli austriaci.
La Brigata "Cremona" ufficialmente venne costituita il 1º novembre 1859 con sede a Genova, dove verranno benedette e consegnate ai due reggimenti le bandiere di guerra. La brigata prese parte alla campagna di repressione del brigantaggio postunitario dal 1860 per un decennio e combatté nella terza guerra d'indipendenza nel (1866). Sciolta nel 1871, come tutte le unità permanenti, venne ricostituita nel 1881 con gli stessi reggimenti 21º e 22º.

### Nella prima guerra mondiale
Fra il 1915 ed il 1916 fu in linea fra Monfalcone e Gorizia inquadrata nella 3ª armata, ma nel Giugno 1917 partecipa alla Battaglia del monte Ortigara.
Il 10 novembre 1917 durante il ripiegamento verso il Piave si fuse con la Brigata "Tortona" ma il 22 dello stesso mese all'unità venne riassegnato il nome di "Cremona". La brigata partecipò nel 1918 ai combattimenti vittoriosi sul Monte Grappa.

### Tra le due guerre
Con la legge del 2 marzo 1926 si trasformò in 20ª brigata fanteria di linea e assume nell'organico l'88º Reggimento fanteria "Friuli"; nel 1926 la Brigata, unitamente al 7º reggimento Artiglieria, entrò a far parte della 28ª divisione militare territoriale di Livorno; l'unità si riordinò nel 1934 e con il 7º artiglieria diventò 20ª divisione di fanteria "Curtatone e Montanara".

#### 44ª Divisione fanteria "Cremona"
Il 24 agosto del 1939 assunse la denominazione di 44ª divisione di fanteria "Cremona", con quartier generale a Pisa, inquadrando i reggimenti 21º e 22º di fanteria, il 7º di artiglieria e 90ª Legione d'assalto della MVSN.

### Nella seconda guerra mondiale
Inquadrata nel XV Corpo d'armata è impiegata nei pressi di Ventimiglia sul fronte francese nel giugno 1940. Si spostò in Sardegna nel febbraio 1941 con compiti di difesa mobile nell'isola. A causa dello sbarco alleato in Algeria e Tunisia e nel mese di novembre del 1942 si spostò in Corsica con compiti di presidio e difesa di quel territorio. A seguito dell'armistizio la divisione si oppose vittoriosamente contro le truppe tedesche stanziate nell'isola combattendo a Zonza, nella stretta di San Polo, a Quenza, Levie, Ponte Sorbolo e in Val di Golo.
Nel corso della seconda guerra mondiale al comando della divisione si sono avvicendati il Generale di Divisione Umberto Mondino, il Generale di Divisione Nino Sozzani, il Generale di Brigata Gioacchino Solinas e il Generale di Brigata Clemente Primieri.

### Gruppo di combattimento "Cremona"
Trasferita di nuovo in Sardegna, trasformata la 90ª Legione in 321º reggimento fanteria "Cremona", nel 1944, nuovamente ridotta a due reggimenti di fanteria ed uno d'artiglieria fece rientro sul continente inquadrando anche il 144º battaglione misto genio pionieri e trasmettitori, riarmata ed equipaggiata con materiale britannico, trasformandosi in gruppo di combattimento "Cremona", costituitosi ad Altavilla Irpina, agli ordini del Generale Clemente Primieri, con i reggimenti 21º e 22º fanteria e 7º artiglieria.
In linea dal 12 gennaio inquadrata nell'8ª armata britannica a fianco di unità canadesi e una formazione partigiana, la 28ª Brigata Garibaldi "Mario Gordini", essa stessa integrata negli organici con combattenti provenienti da disciolte formazioni partigiane, combattendo sul fronte del Po, liberando Torre di Primaro il 3 marzo 1945; nel corso dei combattimenti, iniziati il giorno precedente, le perdite del Gruppo furono di 13 morti e 98 feriti. Dopo aver fiaccato le difese nemiche sul torrente Senio e conquistato Alfonsine (10 aprile), il Gruppo, superato il fiume Santerno avanzò verso nord liberando Adria (26 aprile), Cavarzere, Chioggia e Mestre, giungendo la sera del 2 maggio 1945 a Venezia. Su questo fronte si distinse per valore e audacia il capitano Luigi Giorgi, due volte decorato con la medaglia d'oro al valor militare. Le perdite subite nell'intera campagna ammontarono a 178 morti, 605 feriti, 80 dispersi.

### Divisione fanteria "Cremona"
Il 15 ottobre 1945 la grande unità riassunse il nome di Divisione di fanteria "Cremona" con quartier generale a Torino inquadrata nel I Comando militare territoriale e la seguente fisionomia organica:
- 21º Reggimento fanteria "Cremona"
- 22º Reggimento fanteria "Cremona"
- Gruppo Esplorante Divisionale "1° Dragoni"
  - Squadrone Comando e Collegamenti
  - Squadrone Autoblindo - equipaggiato con 12 autoblindo Staghound
  - Squadrone Cingolato - equipaggiato con 40 cingolati Universal Carrier
  - Squadrone Autoportato
  - Squadrone Armi d'Accompagnamento
- 7º Reggimento artiglieria da campagna
- CXLIV Battaglione Misto Genio
- Servizi Divisionali

L'organico venne ampliato entro la fine degli anni quaranta con il 157º Reggimento fanteria "Liguria", il 17º Reggimento artiglieria da campagna, il 52º Reggimento artiglieria da campagna controcarri "Cremona", di stanza ad Acqui, il 1º Reggimento artiglieria contraerea leggera, stanziato prima a Chieri e successivamente ad Albenga, e la 144ª compagnia Genio collegamenti, mentre il CXLIV Battaglione Misto Genio venne riconfigurato in CXLIV Battaglione Genio artieri e i servizi divisionali riconfigurati nel Comando unità servizi.
Nel 1950 il Gruppo Esplorante Divisionale "1° Dragoni", di stanza a Pinerolo, venne riconfigurato in Gruppo cavalleria blindata "Nizza Cavalleria" e nel 1951 in 1º Reggimento cavalleria blindata "Nizza Cavalleria" ed equipaggiato con carri armati leggeri M24 Chaffee, mentre nel corso degli anni cinquanta la Divisione passò alle dipendenze del III Corpo d'armata, perdendo il 1º Reggimento artiglieria contraerea leggera, che nel 1951 era stato riconfigurato in 1º Reggimento artiglieria contraerea pesante, e il 52º Reggimento artiglieria da campagna controcatti "Cremona" riconfigurato nel 1951 in 52º Reggimento artiglieria da campagna e nel 1953 in 52º Reggimento artiglieria pesante e trasferito a Brescia, passando insieme al 1º Reggimento artiglieria contraerea pesante alle dirette dipendenze del III Corpo. Altre modifiche organiche riguardarono il CXLIV Battaglione Genio artieri riconfigurato in CXLIV Battaglione Genio Pionieri e la 144ª compagnia Genio collegamenti ridenominata 144ª compagnia Genio Trasmissioni.
Il 1º novembre 1962 nella Divisione viene inquadrato il XIV battaglione carri, equipaggiato con carri armati medi M47, mentre nel 1963 viene acquisita la sezione aerei leggeri equipaggiata con velivoli L-21B e il Battaglione Esplorante Divisionale "Cremona" articolato nella 1ª e nella 2ª compagnia esplorante equipaggiate con VTT M113 e carri armati leggeri M24 Chaffee, mentre il Reggimento "Nizza Cavalleria" passava alle dirette dipendenze del III Corpo, la compagnia Genio Trasmissioni venne elevata a livello di battaglione, con la denominazione di CXLIV Battaglione Trasmissioni, e il Comando unità servizi venne ridenominato Raggruppamento Servizi "Cremona".
Il 1º ottobre 1969 il 22º Reggimento fanteria "Cremona" venne riconfigurato in reggimento di fanteria corazzata con la denominazione 22º Reggimento fanteria corazzato "Cremona" e articolato nel VI battaglione bersaglieri, equipaggiato con VTT M113, su una compagnia bersaglieri controcarri, dotata di cannoni da 106 mm M40senza rinculo, e nel XIV battaglione carri equipaggiato con carri armati medi M47 Patton.
Il "Nizza Cavalleria" tornò a far parte della Divisione come I Gruppo Squadroni Esplorante "Nizza Cavalleria" articolato sul 1º e 2º Squadrone Esplorante, equipaggiati entrambi con VTT M113 e sul 3º Squadrone carri equipaggiato con carri armati medi M47 Patton. Il 7º Reggimento artiglieria da campagna V Gruppo contraereo leggero (quadro) e nel I, II, III e IV Gruppo obici campali equipaggiati con obici M114 da 155/23. Alla Sezione aerei leggeri, riequipaggiata con velivoli L-19E si è aggiunta una sezione elicotteri dotata di elicotteri AB 206. Il Battaglione Genio Pionieri assunse la denominazione di Battaglione Genio Pionieri "Cremona", il Battaglione Trasmissioni la denominazione di Battaglione Trasmissioni "Cremona" e il Raggruppamento Servizi la denominazione di Raggruppamento Servizi "Cremona".

### Brigata motorizzata "Cremona"
In seguito alla ristrutturazione delle unità dell'Esercito, il 30 ottobre 1975, la divisione viene riconfigurata in brigata motorizzata articolata su tre battaglioni di fanteria motorizzata, un gruppo di artiglieria, un gruppo squadrone corazzato, un battaglione logistico, un reparto comando e trasmissioni, una compagnia controcarri ed una compagnia genio.
Dopo la riconfigurazione la fisionomia organica divenne la seguente:
- Reparto Comando e Trasmissioni stanziato a Torino
- 21º Battaglione motorizzato "Alfonsine" stanziato a Alessandria
- 22º Battaglione fanteria addestramento reclute "Primaro" stanziato a Fossano
- 50º Battaglione motorizzato “Parma”(Quadro) stanziato a Fossano
- 157º Battaglione motorizzato "Liguria" stanziato a Novi Ligure
- 1º Gruppo squadroni corazzato "Nizza Cavalleria" stanziato a Pinerolo
- 7º Gruppo artiglieria da campagna "Adria" stanziato a Torino
- Battaglione logistico “Cremona” stanziato a Venaria Reale (TO)
- Compagnia genio pionieri “Cremona” stanziata a Pinerolo
- Compagnia controcarri “Cremona” stanziata a Pinerolo

Il 1º novembre 1990 la Brigata cessa di essere alle dipendenze del 3º corpo d'armata passando alle dipendenze della Regione Militare Nord-Ovest acquisendo il 4º battaglione fanteria "Guastalla" e perdendo il 22º battaglione fanteria "Primaro", che viene sciolto, nel quadro di ulteriore ristrutturazione dell'Esercito Italiano.

#### Stemmi araldici dei reparti della brigata motorizzata "Cremona"

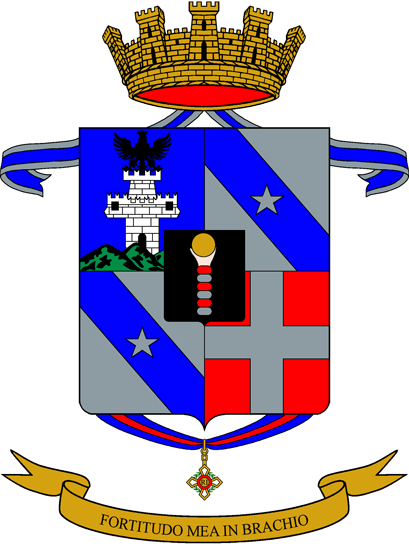
Stemma Araldico del 21º Battaglione motorizzato “Alfonsine" e del 21º Reggimento fanteria "Cremona".
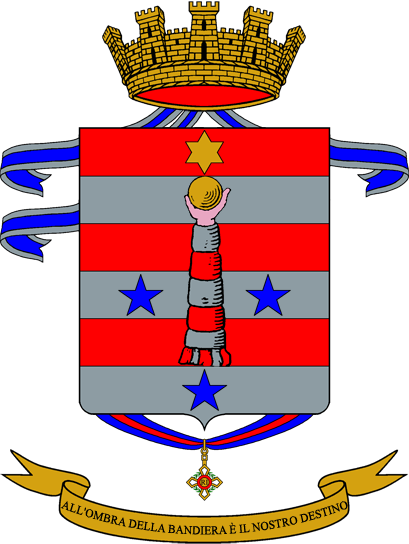
Stemma Araldico del 22º Battaglione motorizzato “Primaro" e del 22º Reggimento fanteria "Cremona".
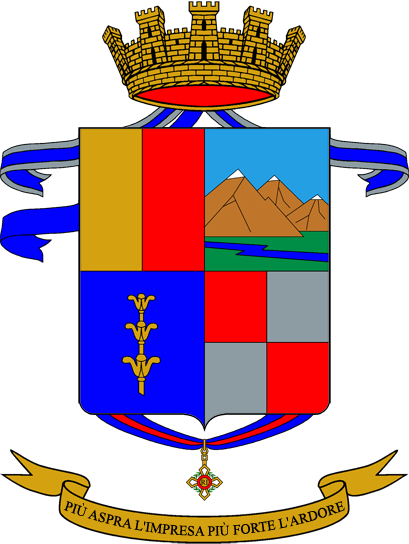
Stemma Araldico del 26º Reggimento fanteria "Bergamo".
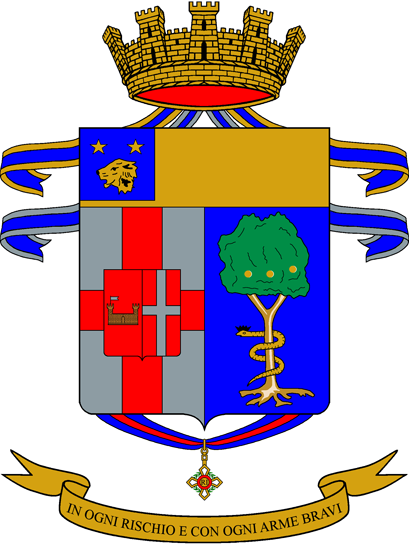
Stemma Araldico del 157º Battaglione motorizzato “Liguria".
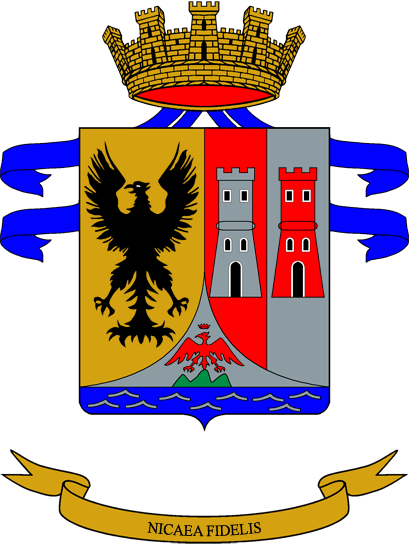
Stemma Araldico del 1º Gruppo squadroni corazzato “Nizza Cavalleria”.
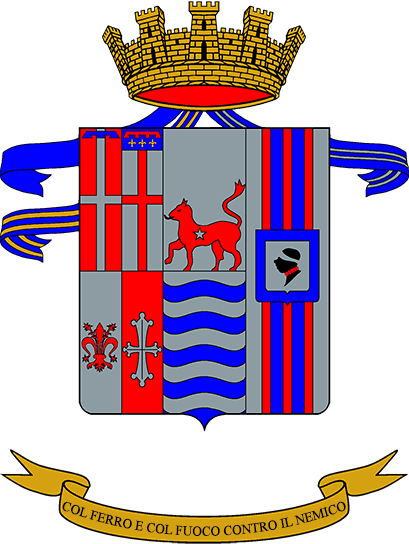
Stemma Araldico del 7º Gruppo artiglieria da campagna “Adria” e del 7º Reggimento artiglieria "Cremona".
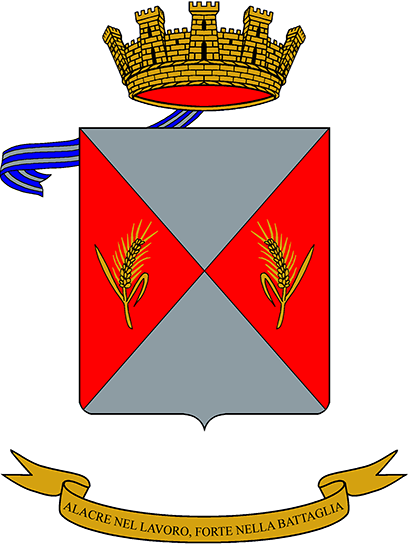
Stemma Araldico del Battaglione Logistico "Cremona"

### Brigata meccanizzata "Cremona"
Nel 1991, a seguito della riduzione in atto dell'Esercito, il 4º battaglione viene sciolto (30 aprile) ed alla brigata viene assegnato il 26º battaglione fanteria "Bergamo". Il 12 settembre anche il 1º gruppo squadroni corazzato "Nizza Cavalleria" esce dai ranghi della brigata che, nel frattempo, è divenuta meccanizzata. Nello stesso periodo i reparti della brigata riacquisiscono il rango di reggimento e la denominazione originaria di "Cremona" per il 21º battaglione fanteria e per il 7º gruppo artiglieria. Nel 1992 la compagnia controcarri viene soppressa; viene inserita la compagnia genio guastatori, prima autonoma, nel reparto Comando e trasmissioni che assume la denominazione di Comando e supporti tattici "Cremona".
Nel 1993 la brigata meccanizzata "Cremona" si componeva del comando e supporti tattici "Cremona", 21º reggimento fanteria "Cremona", del 157º reggimento fanteria "Liguria", del 26º reggimento fanteria "Bergamo", del 7º reggimento artiglieria "Cremona" e del battaglione logistico "Cremona".
Ridistribuiti ad altri enti i reparti, la brigata venne sciolta il 15 novembre del 1996.